# Alte Synagoge (Milevsko)
Koordinaten: 49° 26′ 59,7″ N, 14° 21′ 36,3″ O

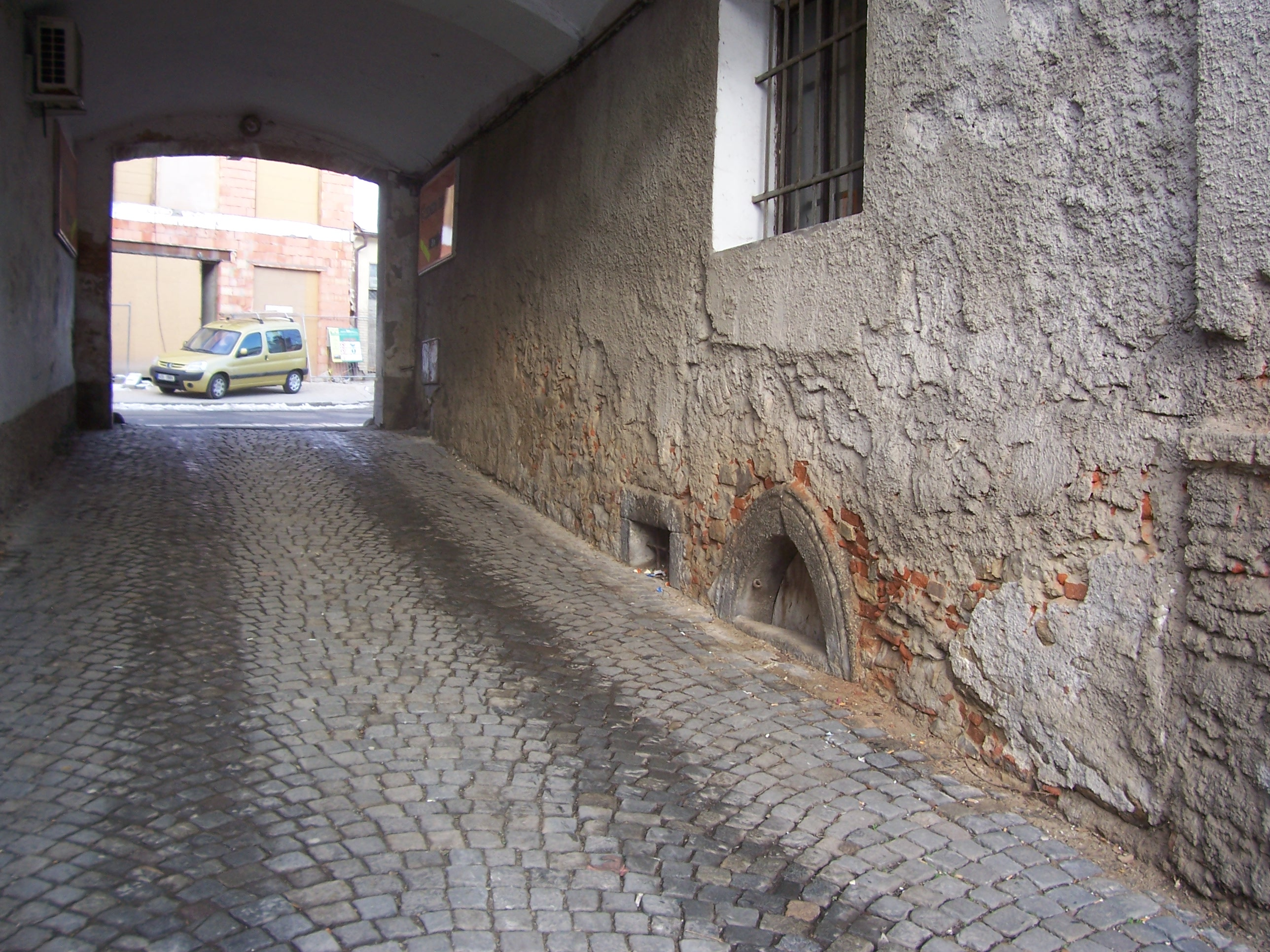
Alte Synagoge in Milevsko, heute Keller eines Wohnhauses

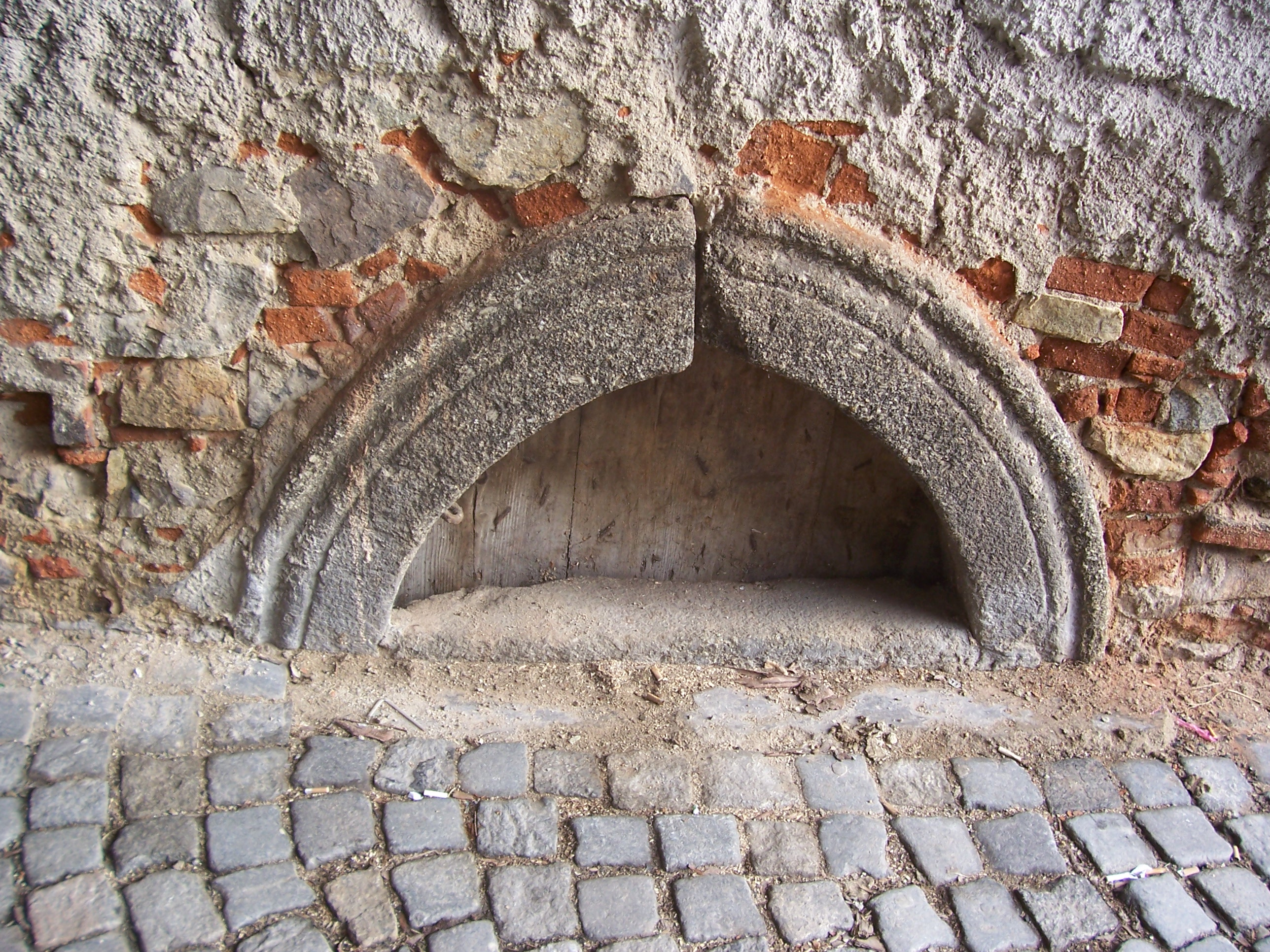
Rundbogen

Die Alte Synagoge in Milevsko (deutsch Mühlhausen),  einer tschechischen Stadt in der Südböhmischen Region, wurde im 18. Jahrhundert errichtet und 1812 umgebaut. Die ehemalige Synagoge wurde mit einem Wohnhaus überbaut.
Die Neue Synagoge ersetzte den Vorgängerbau.